# Le Cergne
Le Cergne település Franciaországban, Loire megyében. Lakosainak száma 614 fő (2022. január 1.). Le Cergne Écoche, Arcinges, Cuinzier, Cours és Sevelinges községekkel határos.

## Népesség
A település népességének változása:
| Lakosok száma | 475  | 569  | 650  | 701  | 677  | 658  | 642  | 622  | 624  | 614  |
|               | 1968 | 1982 | 1990 | 2006 | 2013 | 2015 | 2017 | 2019 | 2020 | 2022 |